# 武部陽介
武部 陽介（たけべ ようすけ、英:TAKEBE Yosuke、1986年3月16日 - ）は、岡山県出身のサッカー審判員（プロフェッショナルレフェリー、国際副審）。AVAR担当審判員。

## 来歴
倉敷市立南中学校、県立水島工業高校、履正社学園コミュニティ・スポーツ専門学校（現・履正社医療スポーツ専門学校）スポーツ学科サッカーコースを経て、関西保育福祉専門学校保育科卒業。小学校から履正社時代までは選手としてプレーしていた。卒業後、尼崎市役所に勤務し保育課に配属の上で市営の保育所に勤務。
一方で、高校時代からサッカー審判員の資格取得を始め、履正社卒業時には2級審判員の資格を取得する。2009年度にサッカー1級審判員に認定され、主に副審を担当する。2013年度からは日本プロサッカーリーグ（Jリーグ）の副審も担当するようになり、2015年からはJ1リーグへの割当も行われている。
2020年1月30日、国際サッカー連盟 (FIFA) に国際審判員（国際副審）として承認されたことが発表された。
2020年12月12日に行われたJリーグアウォーズにおいて、同年の最優秀副審賞を初受賞。
2024年1月11日、日本サッカー協会は同年4月1日付けで武部とプロフェッショナルレフェリー契約を締結することを発表した。同年度は御厨貴文と淺田武士の2名ともプロフェッショナルレフェリー契約を結んでいるが、市役所退職の都合もあって2人とは2ヶ月遅れでの契約となった。

## 経歴
- 1級審判員登録：2009年11月[5]
- Jリーグ(J1)初副審：2015年3月13日 柏レイソル対ベガルタ仙台戦（日立柏サッカー場）
- Jリーグ(J2)初副審：2013年3月3日 ジェフユナイテッド千葉対コンサドーレ札幌戦（フクダ電子アリーナ）
- Jリーグ(J3)初副審：2016年3月13日 ガンバ大阪U-23対Y.S.C.C.横浜戦（市立吹田サッカースタジアム）
- Jリーグ(カップ戦)初副審：2015年3月28日 サガン鳥栖対湘南ベルマーレ戦（ベストアメニティスタジアム）

## 決勝担当
| 開催年月日     | 大会                                 | 対戦カード   | 対戦カード   | 結果 | 会場               | 担当 |
| -------------- | ------------------------------------ | ------------ | ------------ | ---- | ------------------ | ---- |
| 2016年1月11日  | 第95回全国高等学校サッカー選手権大会 | 東福岡       | 國學院久我山 | 5-0  | 埼玉スタジアム2002 | 副審 |
| 2016年12月18日 | 第65回全日本大学サッカー選手権大会   | 日本体育大学 | 筑波大学     | 0-8  | 浦和駒場スタジアム | 副審 |
| 2020年1月4日   | 2020 JリーグYBCルヴァンカップ        | 柏レイソル   | FC東京       | 1-2  | 国立競技場         | 副審 |
| 2020年1月13日  | 第99回全国高等学校サッカー選手権大会 | 青森山田     | 静岡学園     | 2-3  | 埼玉スタジアム2002 | 副審 |
| 2023年11月4日  | 2023 JリーグYBCルヴァンカップ        | アビスパ福岡 | 浦和レッズ   | 2-1  | 国立競技場         | AVAR |